# Ferdinand 3. (Tysk-romerske rige)
 For alternative betydninger, se Ferdinand 3.. (Se også artikler, som begynder med Ferdinand 3.)
Ferdinand 3. (født 13. juli 1608, død 2. april 1657) var kejser i det Tysk-romerske rige 1637 – 1657.
Han var den ældste søn af kejser Ferdinand 2. og dennes første hustru, Maria Anna af Bayern. Blev konge af Ungarn i 1625 og af Böhmen i 1627.
Deltog i komplottet mod Wallenstein i 1634 og efterfulgte ham som hærchef.
Han var leder af fredspartiet og var med til at forhandle Fredsaftalen i Prag med de protestantiske stater (især Sachsen) i 1635.
Han efterfulgte sin far som kejser i 1637. Han håbede på en hurtig afslutning på trediveårskrigen, men der gik endnu 11 år før man nåede frem til den Westfalske fred i 1648, hvor aftaler med Frankrig og Sverige afsluttede den lange krig.